# Roncocreagris aurouxi
Espèce
Roncocreagris aurouxi est une espèce de pseudoscorpions de la famille des Neobisiidae.

## Distribution
Cette espèce est endémique de Cantabrie en Espagne. Elle se rencontre à Castro Urdiales dans la grotte Cueva de la Lastrilla.

## Description
La femelle holotype mesure 1,688 mm.

## Étymologie
Cette espèce est nommée en l'honneur de Lluís Auroux.

## Publication originale
- Zaragoza, 2000 : Pseudoscorpiones cavernícolas de Asturias, Cantabria y País Vasco (Arachnida). Mediterránea, Serie de estudios biológicos, no 17, p. 5-41 (texte intégral).